# Anatolé
Dans la mythologie grecque, Anatolé (en grec ancien Ἀνατολή / Anatolḗ) ou Anatolie (en grec ancien Ἀνατολία / Anatolía) est l'une des Heures. Elle personnifie l'heure du lever du soleil (à ne pas confondre avec Éos, la déesse de l'Aurore). 

## Étymologie
Anatolé, en grec ancien Ἀνατολή / Anatolḗ), ou Anatolie, en grec ancien Ἀνατολία / Anatolía, signifie « levant ».

## Fonctions
Très tardivement dans la mythologie grecque, les Heures, traditionnellement au nombre de trois, en viennent à personnifier les moments de la journée. Sous la plume de poètes récents, leur nombre est alors porté à douze. Ces nouvelles Heures deviennent filles du Temps (Chronos) chez Nonnos de Panopolis (Ve siècle) ou d'Hélios (le Soleil) et de Séléné (la Lune) pour Quintus de Smyrne (IIIe ou IVe siècle après J.-C.). Anatolé est la deuxième des Heures et personnalise l'heure du lever du soleil.
Nonnos en fait une des suivantes d'Harmonie, gardant la « porte d'Euros » (le Vent d'Est) de son palais.